# Dominique Guerrier
Pour les articles homonymes, voir Guerrier (homonymie).
Dominique Guerrier est un réalisateur français né le 18 décembre 1951.

## Biographie
Dominique Guerrier a travaillé comme assistant réalisateur sur une vingtaine de longs métrages entre 1980 et 2015. Il a été également scénariste de documentaires.
En tant que réalisateur, il a signé Le Nez au vent, sorti en 1995.

## Filmographie

### Réalisateur
- 1995 : Le Nez au vent
- 2002 : Kaleidoscope, looking at life frames (documentaire, série télévisée)
- 2017 : Simone sans peur (court métrage)

## Distinction
- Prix de la Fondation Beaumarchais 2013 (« pour l'écriture d'un projet de long métrage de fiction »)[3]